# Radikalkritik
Den holländska radikalkritiska skolan var en riktning vid några nederländska teologiska fakulteter som förnekade inte bara historiciteten av Jesus, utan även autenticiteten av Paulus brev. Riktningen anses ha börjat 1878.

## Bakgrund
Den holländska kritiska skolan har sitt ursprung i uppfattningar från upplysningstiden, där till exempel Reimarus tillämpade rationalistiska och sekulära historisk kritiska metoder på bibeln. Under 1800-talet vid universitetet av Tübingen utvecklades dessa idéer vidare, av teologer som Ferdinand Christian Baur. David Strauss (Das Leben Jesu) hade även i Nederländerna stort inflytande. Teologerna från tübingenskolan använde Paulus brev för att ifrågasätta Jesus historicitet, med som främsta argument att dessa brev som antogs vara skrivna tidigare än evangelierna inte hade särskilt mycket att berätta om Jesu liv. Det var även svårt att harmonisera breven med Apostlagärningarna. Tübingenskolan erkände några av Paulus brev som autentiska, med undantag av Bruno Bauer som bestred äktheten av alla dessa epistlar.

## Paulus ifrågasatt
Den holländska radikalkritikens början var 1878, med en bok av Allard Pierson om bergspredikan. Oberoende av Bruno Bauer kom Pierson fram till att Galaterbrevet var pseudepigrafisk, fast det erkändes som äkta av Tubingenskolan. Piersons verk blev skarpt avvisat av hans kollega A.D. Loman. Men 1881 var också Loman övertygad att inga av Paulus brev var äkta. Loman i sin tur påverkade W.C. van Mannen, vars omvändelse till radikalkritiken skedde 1889. Van Manens student van den Bergh van Eysinga var den holländska skolans sista akademiska företrädare. Han arbetade fram till sin död 1957.
Gemensamt kännetecken för denna riktning var att de avvisade äktheten av alla Paulus brev. Man hävdade att de inte var skrivna tidigare än ungefär år 120. Deras främsta externa argument var att det inte fanns citat av Paulus hos de apostoliska fäderna, i alla fall inte i de verk som accepterades som äkta. Interna argument var att de nytestamentiska breven ser mer ut som avhandlingar än som riktiga brev.
Dessa holländska lärda hade kontakt med några samtida i Europa. Längst gick Edwin Johnson i det 1887 anonymt utkomna engelska arbetet Antiqua mater, a study of Christian origins, där kristendomen framställes såsom ett resultat av en judisk reformrörelse i förening med Simon Magus' och Marcions grekisk-romerska gnosis och där Jesus, Petrus och Paulus var uppdiktade personer. 
I Tyskland hade radikalkritiken en företrädare i Arthur Drews.
En modern företrädare för dessa uppfattningar är Robert M. Price.